# مارك ميدلتون
مارك ميدلتون (بالإنجليزية: Mark Middleton)‏ هو مغني أمريكي، ولد في 1969.

## وصلات خارجية
- مارك ميدلتون على موقع IMDb (الإنجليزية)
- مارك ميدلتون على موقع ميوزك برينز (الإنجليزية)
- مارك ميدلتون على موقع أول ميوزيك (الإنجليزية)
- مارك ميدلتون على موقع ديسكوغز (الإنجليزية)